# Robertus riparius
Robertus riparius är en spindelart som först beskrevs av Eugen von Keyserling 1886.  Robertus riparius ingår i släktet fuktspindlar, och familjen klotspindlar. Inga underarter finns listade i Catalogue of Life.